# Agylla pallens
Agylla pallens là một loài bướm đêm thuộc phân họ Arctiinae, họ Erebidae.